# Euonymus kachinensis
Euonymus kachinensis är en benvedsväxtart som beskrevs av David Prain. Euonymus kachinensis ingår i släktet Euonymus och familjen Celastraceae. Inga underarter finns listade.